# 2014 في النمسا
فيما يلي قائمة بالأحداث التي حدثت خلال عام 2014 في جمهورية النمسا.

## الحكم
- رئيس الجمهورية – هاينز فيشر

- مستشار – فيرنر فايمان

## الأحداث الرياضية
الدوري النمساوي الممتاز 2013–14